# Kaisa Varis
Kaisa Maarit Varis (ur. 21 września 1975 w Ilomantsi) – fińska biegaczka narciarska i biathlonistka, brązowa medalistka mistrzostw świata w narciarstwie klasycznym.

## Kariera
Kaisa Varis uprawiała biegi narciarskie w latach 1995-2006. Startowała na igrzyskach olimpijskich w Salt Lake City zajmując 4. miejsce w biegu na 15 km. Walkę o brązowy medal przegrała z Rosjanką Juliją Czepałową o zaledwie 1,4 sekundy. Igrzyska w Salt Lake City były pierwszymi i zarazem ostatnimi w jej karierze.
W 1999 roku wystartowała na mistrzostwach świata w Ramsau zajmując 44. miejsce w biegu na 15 km techniką dowolną. Największy sukces w karierze odniosła na mistrzostwach świata w Lahti w 2001 roku, gdzie wywalczyła brązowy medal w biegu na 15 km techniką klasyczną. Na tych samych mistrzostwach wspólnie z Virpi Kuitunen, Millą Jauho i Pirjo Manninen wywalczyła srebrny medal w sztafecie 4 × 5 km, jednakże zespół fiński został zdyskwalifikowany po wykryciu dopingu (HES) we krwi Kuitunen i Jauho. Dwa lata później, podczas mistrzostw świata Val di Fiemme wraz z Riikką Sirviö, Virpi Kuitunen i Pirjo Manninen ponownie zajęła drugie miejsce. Finki zostały jednak ponownie zdyskwalifikowane po tym jak badania próbki krwi Varis wykazały, że stosowała EPO (erytropoetynę). W kwietniu 2003 roku została zdyskwalifikowana na dwa lata.
Po odbyciu kary i urodzeniu dziecka wróciła do wyczynowego sportu jako biathlonistka. W biathlonowych zawodach Pucharu Świata startowała od sezonu 2007/2008, jednak ponownie została złapana na dopingu (w jej organizmie znów wykryto EPO - kontrola po zawodach 6 stycznia w Oberhofie) i decyzją władz IBU z dnia 11 lutego 2008 r. została dożywotnio zdyskwalifikowana. 11 stycznia 2008 roku wygrała sprint w niemieckim Ruhpolding, jednak w związku z dyskwalifikacją jej wyniki zostały anulowane. 14 marca 2009 roku dyskwalifikacja została uchylona przez Sportowy Sąd Arbitrażowy.

## Osiągnięcia w biegach narciarskich

### Igrzyska olimpijskie
| Miejsce | Dzień     | Rok  | Miejscowość    | Konkurencja            | Czas biegu | Strata  | Zwyciężczyni      |
| ------- | --------- | ---- | -------------- | ---------------------- | ---------- | ------- | ----------------- |
| 4.      | 9 lutego  | 2002 | Salt Lake City | 15 km stylem dowolnym  | 39:54,4    | +9,7    | Stefania Belmondo |
| 12.     | 15 lutego | 2002 | Salt Lake City | 10 km łączony          | 25:09,9    | +25,1   | Beckie Scott      |
| 23.     | 19 lutego | 2002 | Salt Lake City | Sprint stylem dowolnym | 3:10,6     | -       | Julija Czepałowa  |
| 7.      | 21 lutego | 2002 | Salt Lake City | Sztafeta 4 × 5 km      | 49:30,6    | +1:14,9 | Niemcy            |

### Mistrzostwa świata
| Miejsce | Dzień     | Rok  | Miejscowość   | Konkurencja             | Czas biegu | Strata  | Zwyciężczyni      |
| ------- | --------- | ---- | ------------- | ----------------------- | ---------- | ------- | ----------------- |
| 44.     | 19 lutego | 1999 | Ramsau        | 15 km stylem dowolnym   | 38:49,0    | +6:58,3 | Stefania Belmondo |
| 3.      | 15 lutego | 2001 | Lahti         | 15 km stylem klasycznym | 43:54,8    | +1:02,7 | Bente Skari       |
| 6.      | 18 lutego | 2001 | Lahti         | 10 km łączony           | 28:06,1    | +20,1   | Virpi Kuitunen    |
| 7.      | 20 lutego | 2001 | Lahti         | 10 km stylem klasycznym | 29:13,5    | +1:07,6 | Bente Skari       |
| 2.      | 23 lutego | 2001 | Lahti         | Sztafeta 4 × 5 km       | 53.01,6    | +54,1   | Rosja             |
| DNS     | 18 lutego | 2003 | Val di Fiemme | 15 km stylem klasycznym | 39:40,9    | -       | Bente Skari       |
| 2.      | 24 lutego | 2003 | Val di Fiemme | Sztafeta 4 × 5 km       | 50:54,7    | +23,0   | Niemcy            |
| DSQ     | 28 lutego | 2003 | Val di Fiemme | 30 km stylem dowolnym   | 1:14:29,8  | -       | Olga Zawjałowa    |

### Puchar Świata

#### Miejsca w klasyfikacji generalnej
- sezon 1997/1998: 71.
- sezon 1998/1999: 34.
- sezon 1999/2000: 8.
- sezon 2000/2001: 12.
- sezon 2001/2002: 25.
- sezon 2002/2003: 26.
- sezon 2005/2006: 70.

#### Miejsca na podium
| Nr | Dzień        | Rok  | Miejscowość | Konkurencja             | Czas biegu  | Strata      | Miejsce | Zwycięzca        |
| -- | ------------ | ---- | ----------- | ----------------------- | ----------- | ----------- | ------- | ---------------- |
| 1. | 8 stycznia   | 2000 | Moskwa      | 15 km stylem dowolnym   | 43:50.4 min | -           | 1       | -                |
| 2. | 3 marca      | 2000 | Otepää      | Sprint stylem dowolnym  | -           | -           | 3       | Kristina Šmigun  |
| 3. | 11 marca     | 2000 | Oslo        | 30 km stylem klasycznym | 1:23:16.8 h | +21.7 s     | 3       | Olga Daniłowa    |
| 4. | 17 marca     | 2000 | Bormio      | 5 km stylem klasycznym  | 14:09.1 min | +11.3 s     | 3       | Bente Skari      |
| 5. | 18 marca     | 2000 | Bormio      | 10 km stylem dowolnym   | 41:40.8 min | +52.7 s     | 3       | Julija Czepałowa |
| 6. | 25 listopada | 2000 | Beitostølen | 10 km stylem klasycznym | 26:30.2 min | +44.7 s     | 2       | Bente Skari      |
| 7. | 29 listopada | 2000 | Beitostølen | 5 km stylem dowolnym    | 12:34.2 min | -           | 1       |                  |
| 8. | 12 stycznia  | 2003 | Otepää      | 15 km stylem klasycznym | 42:38.1 min | +1:13.1 min | 3       | Bente Skari      |
| 9. | 25 stycznia  | 2003 | Oberhof     | 10 km stylem klasycznym | 28:37.5 min | +46.2 s     | 3       | Marit Bjørgen    |

## Osiągnięcia w biathlonie

### Puchar Świata
- 2007/2008 – 47.

#### Miejsca na podium
Varis wygrała zawody w sprincie 11 stycznia 2008 w Ruhpolding jednak po wykryciu w jej krwi dopingu wynik ten został anulowany. Nigdy wcześniej ani później nie stawała na podium zawodów Pucharu Świata w biathlonie.